# Wilhelm Prentzel
Wilhelm Prentzel (* 28. Juli 1878 in Hagen; † 2. Mai 1945 in Berlin) war ein deutscher Admiral im Zweiten Weltkrieg.

## Leben
Prentzel trat am 7. April 1896 als Seekadett in die Kaiserliche Marine ein, absolvierte seine Schiffsausbildung bis zum 20. September 1898 u. a. auf der Kreuzerfregatte Stosch und kam dann an die Marineschule. Dort wurde er zunächst am 1. Januar 1899 zum Fähnrich zur See ernannt sowie am 30. September 1899 zum Leutnant zur See befördert. Die kommenden sechs Monate verbrachte Prentzel an Bord der Panzerkorvette Sachsen und dann bis 20. März 1902 als Wachoffizier auf den Schulschiffen Moltke und Stosch. Im Anschluss daran erfolgte die Versetzung des Oberleutnants zur See (seit 15. März 1902) zum Ostasiengeschwader, wo er bis September 1905 verblieb. Nach seiner Rückkehr nach Deutschland war er bis Mitte April 1907 Wachoffizier auf dem Kleinen Kreuzer Hamburg, dann auf den Linienschiffen Kaiser Wilhelm II. und Deutschland. Am 28. September 1906 wurde er zum Kapitänleutnant befördert. Prentzel wurde dann als Adjutant im Stab der Marinestation der Ostsee eingesetzt und vom 1. Oktober 1908 bis 14. September 1910 als Navigationsoffizier auf den Kleinen Kreuzern Hamburg und Dresden verwendet. Im Anschluss kam Prentzel wieder als Adjutant bis 30. September 1912 in den Stab der Marinestation der Ostsee. Prentzel wurde am 1. Oktober als Navigationsoffizier auf den Großen Kreuzer Moltke versetzt und dort am 6. September 1913 zum Korvettenkapitän befördert. In gleicher Funktion kam Prentzel am 23. Juni 1914 auf den Großen Kreuzer Seydlitz und verblieb hier auch nach Ausbruch des Ersten Weltkriegs bis Mitte Juni 1917. Es folgte eine Verwendung bis Januar 1918 als Erster Admiralstabsoffizier und anschließend als Chef des Stabes bis August 1918 des Befehlshabers der Aufklärungsschiffe der Hochseeflotte. Zeitgleich hatte Prentzel das Kommando über den Kleinen Kreuzer Niobe vom 1. Dezember 1917 bis 12. August 1918. Vom 4. September bis 18. Dezember 1918 kommandierte er den Kleinen Kreuzer Bremse.
Nach Kriegsende wurde Prentzel in die Reichsmarine übernommen und am 5. Februar 1920 zunächst zum Fregattenkapitän und am 30. November 1920 zum Kapitän zur See befördert. Als solcher war er bis Ende September 1921 Chef des Stabes der Marinestation der Nordsee. Im Anschluss fungierte er bis 14. Februar 1924 als Abteilungschef der Nautischen Abteilung (BH) im Allgemeinen Marineamt und kommandierte dann bis 22. September 1925 das Linienschiff Elsass. Danach war er bis Ende September 1927 Befehlshaber der Seestreitkräfte der Nordsee und wurde in dieser Funktion am 1. Oktober 1926 zum Konteradmiral befördert. Am 4. Oktober 1927 erfolgte seine Ernennung zum Chef des Allgemeinen Marineamtes im Reichswehrministerium, ein Jahr später am 1. Oktober 1928 seine Beförderung zum Vizeadmiral. Prentzel wurde am 15. November 1930 zur Disposition gestellt und am 30. November 1930 unter gleichzeitiger Verleihung des Charakters als Admiral aus der Marine verabschiedet.
Am 1. Januar 1939 zur Verfügung der Kriegsmarine gestellt, wurde Prentzel am 25. August 1939 zum Marinebeauftragten für Ostpreußen ernannt. Von diesem Posten bereits am 9. September 1939 wieder abberufen, stand er bis zu seiner Entlassung aus dem aktiven Wehrdienst am 30. November 1944 zur Verfügung des Oberbefehlshabers der Kriegsmarine. Zwischenzeitlich hatte Prentzel am 1. Februar 1941 das Patent zu seinem Dienstgrad erhalten.

## Auszeichnungen
- Eisernes Kreuz (1914) II. und I. Klasse[1]
- Ritterkreuz des Königlichen Hausordens von Hohenzollern mit Schwertern[1]
- Roter Adlerorden IV. Klasse mit Krone[1]
- Preußisches Dienstauszeichnungskreuz[1]
- Bayerischer Militärverdienstorden IV. Klasse mit Schwertern und mit Krone[1]
- Friedrich-August-Kreuz II. und I. Klasse[1]